# Jens-Daniel Herzog
Jens-Daniel Herzog (* 12. Juli 1963 in Stuttgart) ist ein deutscher Theater- und Opernregisseur. Er war von Herbst 2011 bis 2018 Intendant der Oper Dortmund und ist seit der Spielzeit 2018/19 Staatsintendant des Staatstheater Nürnberg.

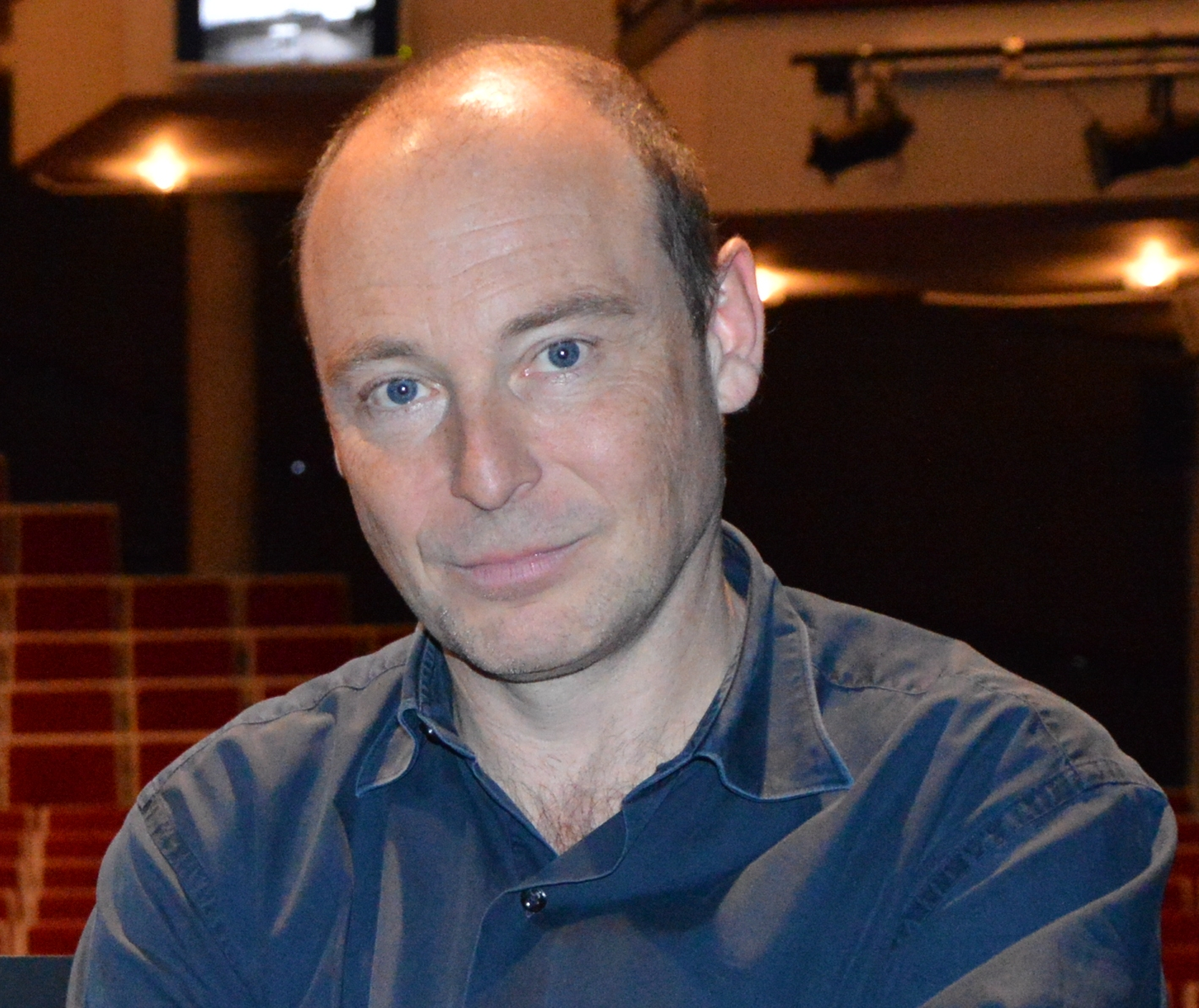
Jens-Daniel Herzog (2014)

## Leben
Jens-Daniel Herzog ist der Sohn des Schauspielers Peter Herzog. Nach einem Philosophiestudium an der FU Berlin ging Jens-Daniel Herzog 1990 als Regieassistent an die Münchner Kammerspiele, wo er mehrere Inszenierungen des Intendanten Dieter Dorn begleitete, unter anderem dessen König Lear (1992). 1993 hatte Herzogs Debütinszenierung, die Uraufführung von Marlene Streeruwitz’ Stück New York, New York, im Werkraum der Münchner Kammerspiele Premiere. Diese erste Regiearbeit Herzogs wurde zu den Mülheimer Theatertagen eingeladen. 1994 inszenierte er Simone Schneiders Die Nationalgaleristen und Die Nacht kurz vor den Wäldern von Bernard-Marie Koltès.
In den folgenden Jahren war Herzog Spielleiter und fester Regisseur an den Münchner Kammerspielen, daneben gastierte er am Thalia Theater Hamburg, am Wiener Burgtheater, am Schauspiel Frankfurt und am Schauspielhaus Zürich; seine dortige Inszenierung von David Mamets Oleanna war beim Berliner Theatertreffen zu sehen. Am Opernhaus Zürich inszenierte Herzog erstmals Opern, Wagners Tannhäuser und Tschaikowskis Pique Dame. Tannhäuser, geleitet von Franz Welser-Möst mit Peter Seiffert in der Titelrolle, wurde 2003 auf DVD aufgezeichnet. Von 2000 bis 2006 war er Schauspieldirektor am Nationaltheater Mannheim, wo er auch die Mozart-Opern Così fan tutte und Die Entführung aus dem Serail sowie Wagners Die Meistersinger von Nürnberg inszenierte.
Nach dem Ende seiner Mannheimer Zeit widmete sich Herzog vorrangig der Opernregie und inszenierte am Opernhaus Zürich, dem Staatstheater Mainz, dem Koreanischen Nationaltheater in Seoul, dem Staatstheater Nürnberg, den Tagen für Alte Musik Innsbruck, der Hamburgischen Staatsoper und wiederum dem Nationaltheater Mannheim. Schauspielinszenierungen entstanden am Bayerischen Staatsschauspiel München und dem Badischen Staatstheater Karlsruhe.
Herzogs Zürcher Produktion von Händels Oper Rinaldo unter der musikalischen Leitung von William Christie wurde auf DVD aufgenommen. Ebenfalls 2008 inszenierte er in Zürich die „Bürgerliche Komödie“ Intermezzo von Richard Strauss. Seine erste Arbeit an der Semperoper war 2009 Händels Giulio Cesare in Egitto. An der Oper Frankfurt inszenierte er Wagners Lohengrin und Verdis Les vêpres siciliennes.
Seit Herbst 2011 war Jens-Daniel Herzog Intendant der Oper Dortmund. Dort inszenierte er Wagners Der fliegende Holländer, geleitet von Jac van Steen, mit Andreas Macco in der Titelrolle und Christiane Kohl als Senta. Im März 2012 brachte er in Dortmund Felix Mendelssohn Bartholdys Oratorium Elias in einer szenischen Fassung auf die Bühne. 2012 inszenierte Herzog die Monteverdi-Oper Die Krönung der Poppea. Neben seinem dortigen Engagement arbeitet weiterhin als freischaffender Regisseur u. a. am Grand Théâtre de Genève, Theater an der Wien, der Hamburger Staatsoper sowie der Semperoper in Dresden. Im Juli 2012 eröffnete er die Salzburger Festspiele mit der Zauberflöte unter der musikalischen Leitung von Nikolaus Harnoncourt.
2016 wurde er als Staatsintendant am Staatstheater Nürnberg designiert.

„Herzogs Regiestil zeichnet sich durch theatralischen Spielwitz und psychologische Genauigkeit aus, der ohne Plattitüden, vordergründige Aktualisierung und Politisierung auskommt. Dabei schreckt Herzog jedoch nicht vor Radikallösungen zurück, wenn er, wie in seiner Dortmunder Don Giovanni-Inszenierung das Orchester auf die Hinterbühne verbannt, damit die Sängerinnen und Sänger unmittelbar vor und im Publikum argieren können.“

In Dortmund versammelte und entwickelte Jens-Daniel Herzog ein spielfreudiges Sängerensemble von hoher musikalischer Qualität. Der Spielplan umfasste von Stücken des Frühbarock bis zum Musiktheater des 21. Jahrhunderts (insbesondere die Deutsche Erstaufführung Anna Nicole von Mark-Anthony Turnage, 2013) und aufwendige Musical- und Operetten-Produktionen das ganze Spektrum des Musiktheaters. Durch künstlerische Qualität und die Einbindung der Oper in einen stadtgesellschaftlichen Kontext eroberte Jens-Daniel Herzog der Oper sowohl in der Stadt als auch überregional Ansehen zurück. Anlässlich der Premiere von Herzogs Inszenierung von Tristan und Isolde bezeichnete der Bayerische Rundfunk die Oper Dortmund als „das derzeit tonangebende Opernhaus im deutschen Westen“. Zum 50. Jahrestag der Eröffnung des neuen Dortmunder Opernhauses wurde 2016 Herzogs Inszenierung von Richard Strauss’ Der Rosenkavalier gezeigt. In Dortmund inszenierte Herzog zuletzt Verdis Otello, an der Deutschen Oper am Rhein stellte er mit Franz Lehárs Der Graf von Luxemburg seine erste Operetten-Inszenierung vor.
Seit der Spielzeit 2018/19 ist Herzog als Nachfolger von Peter Theiler Intendant des Staatstheaters Nürnberg, Bayerns größtem Mehrspartenhaus; sein Vertrag wurde im Juli 2021 bis ins Jahr 2031 verlängert.
Aus einer Beziehung mit Anna Schudt hat Herzog einen Sohn.